# Abur

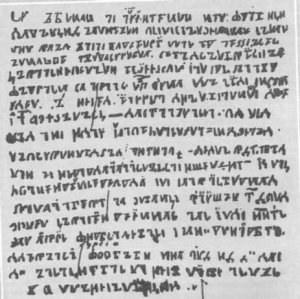
Documento in lingua komi e in alfabeto abur

L'Abur o Anbur (komi: анбур), anche chiamato antico alfabeto permico, è un alfabeto medievale e moderno del territorio di Perm', in Russia, utilizzato un tempo per scrivere la lingua komi.

## Storia
L'alfabeto fu inventato nel 1372 dal missionario russo Stepan Chrap detto il Santo, o anche Stefano di Perm' (Степан Храп, св. Стефан Пермский) . Il nome Abur deriva dal nome delle prime due lettere, An e Bur. L'alfabeto deriva da quello cirillico e da quello greco, e dai segni tribali dei Komi, nell'aspetto simili a rune o a marche di proprietà, giacché di solito erano realizzati non con l'inchiostro, ma per incisione.
L'alfabeto fu usato sino al XVII secolo, quando fu sostituito dall'alfabeto cirillico. L'Abur fu utilizzato anche come codice crittografico per scrivere la lingua russa.
Il 26 aprile, giorno in cui la Chiesa ortodossa russa celebra santo Stefano da Perm', è anche il giorno dell'antico alfabeto permiano.

## Importanza storica
Le iscrizioni abur sono tra le più antiche reliquie delle lingue ugro-finniche. Una sola lingua ugrofinnica è documentata in epoca più antica: l'ungherese, che fu scritto prima con le cosiddette rune ungariche e poi, dopo il 1000, in alfabeto latino.